# Dans mon monde
Albums de Sat l'Artificier
Second Souffle
(2008)
Singles
Dans mon monde est le premier album solo de Sat l'Artificier, sorti en 2002.
Un an après la sortie d'Art de Rue, le deuxième album de la Fonky Family, les membres du groupe décident de faire une pause pour se consacrer à leurs projets solos. Après Le Rat Luciano, Sat est le deuxième à le faire, avec la parution de cet album très attendu par les fans du groupe.
Le premier single extrait du disque est Streetlife, featuring Matt Houston, un morceau qui évoque la vie de rue, comme son nom l'indique. Le second single est CNPQA.
Dans le premier titre de l'album, Réminiscences, il parle son parcours, de son adolescence difficile aux succès avec son groupe. Le titre qui donne son nom à l'album, Dans mon monde, raconte la vie dans les banlieues, qu'il appelle son monde. Le titre Nous contre eux 2, en featuring avec Rohff et Le Rat Luciano est en quelque sorte la suite du morceau du même nom, paru sur l'album de Luciano deux ans plus tôt.
Ce disque est certifié disque d'or.
Une réédition, avec des inédits et des clips, sort en 2003.

## Liste des titres
1. Prélude
2. Réminiscences
3. C mon truc
4. Vie 2 chien
5. Streetlife (ft Matt Houston)
6. Mémoires d'outre-tombe
7. CNPQA
8. Kidz
9. Dans mon monde
10. Réalise
11. Nous contre eux II (ft Rohff & Le Rat Luciano)
12. Strange Day
13. Dans le 13
14. Ligne II (ft Venin, Degun, K.Ra & Mucho)
15. Comme d'hab (ft Leeroy)
16. Dernier rempart
17. Outro - Hot Hot (piste cachée)